# Czołówka MSW

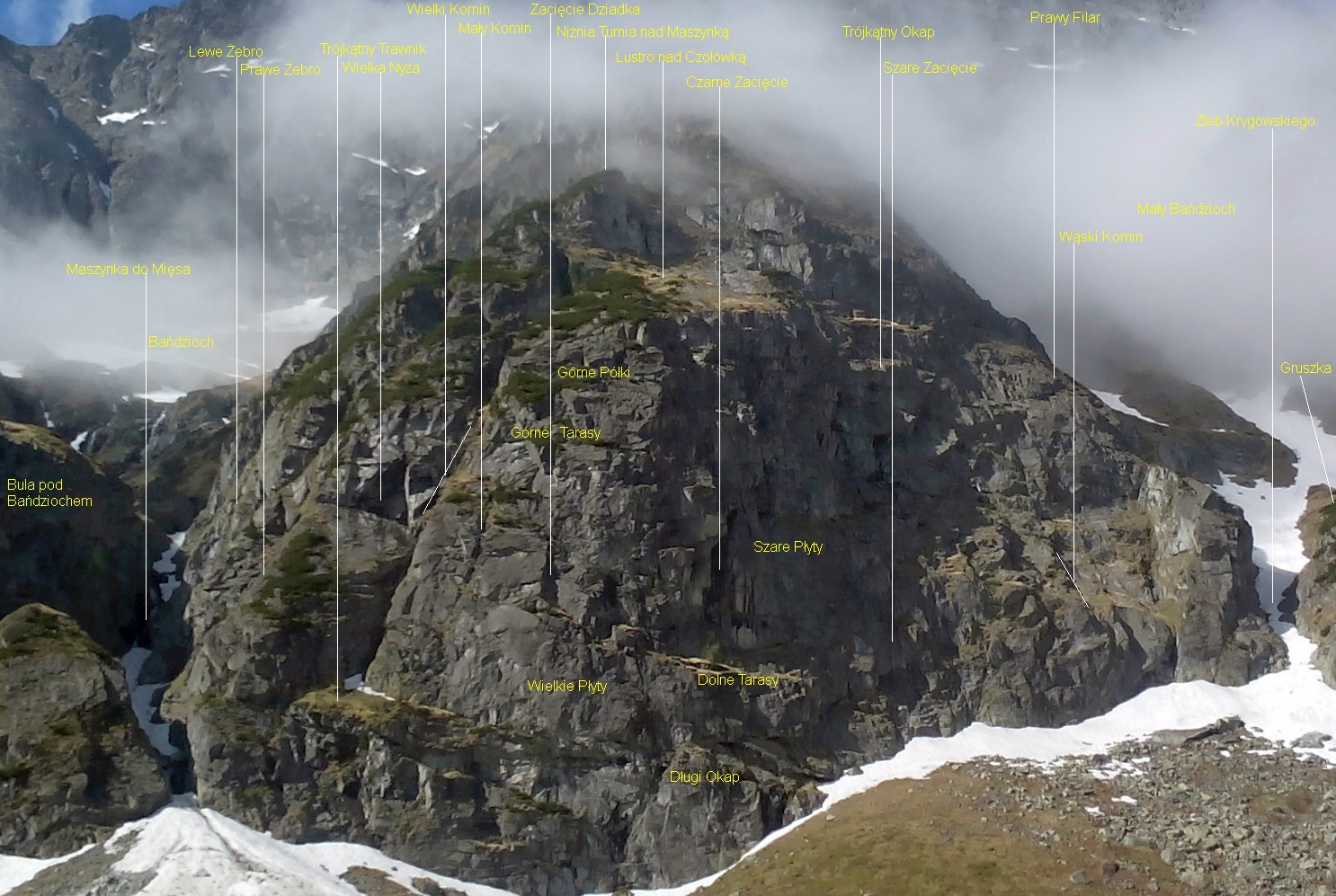

Czołówka MSW – ściana czołowa północno-wschodniego filara Mięguszowieckiego Szczytu Wielkiego w Tatrach Polskich. Tak brzmi jej prawidłowe określenie, w slangu taterników i ratowników TOPR-u używana jest wyłącznie nazwa Czołówka MSW lub Czołówka Mięgusza, a są to jedyni zainteresowani tym obiektem.
Ściana Czołówki MSW ma wysokość około 250 m, ekspozycję głównie północną i częściowo wschodnią. Jej podstawa opada na Szeroki Piarg i ciągnie się od wylotu Maszynki do Mięsa po Żleb Krygowskiego. Z lewej strony (patrząc od dołu) jej ograniczenie tworzy dolna część Maszynki do Mięsa, z prawej Żleb Krygowskiego i Depresja Paszczaka, od góry Zachód Wallischa i Żleb Ratowników.
Początkowo w Czołówce MSW była tylko jedna droga wspinaczkowa w Wielkim Kominie, będąca częścią przejścia Mięguszowieckiego Filara. Taternicy późno docenili walory wspinaczkowe tej ściany. Pierwsza droga pojawiła się na niej dopiero w 1964 r. Olbrzymi wkład w tworzenie nowych dróg i upowszechnienie tej ściany ma Krzysztof Łoziński. W 2003 r. Władysław Cywiński w 10 tomie przewodnika Tatry. Mięguszowieckie Szczyty wymienia już 22 drogi, a wraz z ich wariantami 30. Czołówka MSW stała się jednym z najbardziej popularnych obiektów wspinaczkowych nad Morskim Okiem. Ma wszystko to, co lubią współcześni wspinacze; bliskie dojście, lita skała, drogi o dużej trudności, ale niezbyt długie, a po wspinaczce bezproblemowy zjazd na linie.

## Drogi wspinaczkowe
W. Cywński w 2003 r. pisał: Czołówka zaczęła być modna, gdy przestały być modne słowa, a nastała epoka schematów. Dla części dróg podano ich słowny opis, dla niektórych tylko schematy przejść.
1. Prawym Kominem; V+
2. Ostatnie milenium; V+, A2,+, 10 godz.
3. Droga Śmieszki i Łuczaka; V, A1, 12 godz.
4. Droga Gota i Skrzypczyńskiego; VIII-, 6 godz.
5. Prawy Dziadek; V+, A0, 5 godz.
6. Droga Starka-Uchmańskiego; VI, 4 godz.
7. Psia krewka; VI, 5 godz.
8. Szare Zacięcie; V+, miejsce VI+, 4 godz.
9. Grey Stone; VII
10. Preludium; VIII
11. Czarne Zacięcie; VII, VII-, A1
12. Yellowstone; V+, miejsce VII-, A1, miejsce A2, 6 godz.
13. Tylko do trawnika; V+, A2+
14. Lewy Dziadek; V+, A0, 5 godz.
15. Get Whacked; VII, A2+, efektywny czas pierwszego przejścia 30 godz.
16. Fijałkowski; III+, A1, miejsca A2, pierwsze przejście 3 dni
17. Porfawora; VIII, 3 godz.
18. Miękkie ruchy; VII+ (lato),VI.1, a2 (zima), 16 godz.
19. Mały Komin; V,VI lub VIA2 (warianty), 4 godz.
20. Nabrzmiałe problemy; VI+, A3, 10–12 godz.
21. Błądzące panienki; VI, 4 godz.
22. Wschodnią depresją; dolna część IV-, górna VI-, 4 godz.[2]